# Nicholas Roerich
Nicholas Roerich (/ˈrɛrɪk/; 9 Tháng 10 năm 1874 - 13 tháng 12 năm 1947) - còn được gọi là Nikolai Konstantinovich Rerikh tiếng Nga: Никола́й Константи́нович Ре́рих) - là một họa sĩ, nhà văn, nhà khảo cổ học, Thông thiên học, nhà triết học, và nhân vật công chúng người Nga. Trong thời tuổi trẻ của mình ông bị một phong trào trong xã hội Nga về tinh thần ảnh hưởng. Ông quan tâm đến thôi miên và các thực hành tâm linh khác và các bức tranh của ông được cho là có biểu hiện thôi miên.
Sinh ra tại Saint Petersburg, Nga, với cha làm công chứng viên Baltic của Đức và mẹ người Nga, Roerich sống ở những nơi khác nhau trên toàn thế giới cho đến khi ông qua đời tại Naggar, Himachal Pradesh, Ấn Độ. Được đào tạo như một nghệ sĩ và một luật sư, sở thích chính của ông là văn học, triết học, khảo cổ học, và đặc biệt là nghệ thuật. Roerich là một nhà hoạt động tận tụy vì sự nghiệp bảo tồn nghệ thuật và kiến trúc trong thời chiến tranh. Ông đã nhiều lần được đề cử vào danh sách dài cho giải thưởng Nobel Hòa bình. Cái gọi là Hiệp ước Roerich đã được Hoa Kỳ và hầu hết các quốc gia thuộc Liên minh Pan-American ký đưa vào luật tháng 4 năm 1935.